# Cyrtosia injii
Cyrtosia injii är en tvåvingeart som beskrevs av Efflatoun 1945. Cyrtosia injii ingår i släktet Cyrtosia och familjen svävflugor. Inga underarter finns listade i Catalogue of Life.